# Стадион Полонии
Стадион генерала Казимира Соснковского (пол. Stadion Polonii Warszawa im. gen. Kazimierza Sosnkowskiego), более известный как Стадион Полонии, — стадион многоцелевого типа в Варшаве (Польша). Был построен в 1928 году (архитектор Юлиан Бручовский	(Julian Brzuchowski)); в 2004 году была полностью перестроена западная трибуна.
В настоящее время используется в основном для футбольных матчей, служа домашним полем для команды «Полония». 
Также, стадион использовался как тренировочное поле во время чемпионата Европы по футболу 2012 года. 

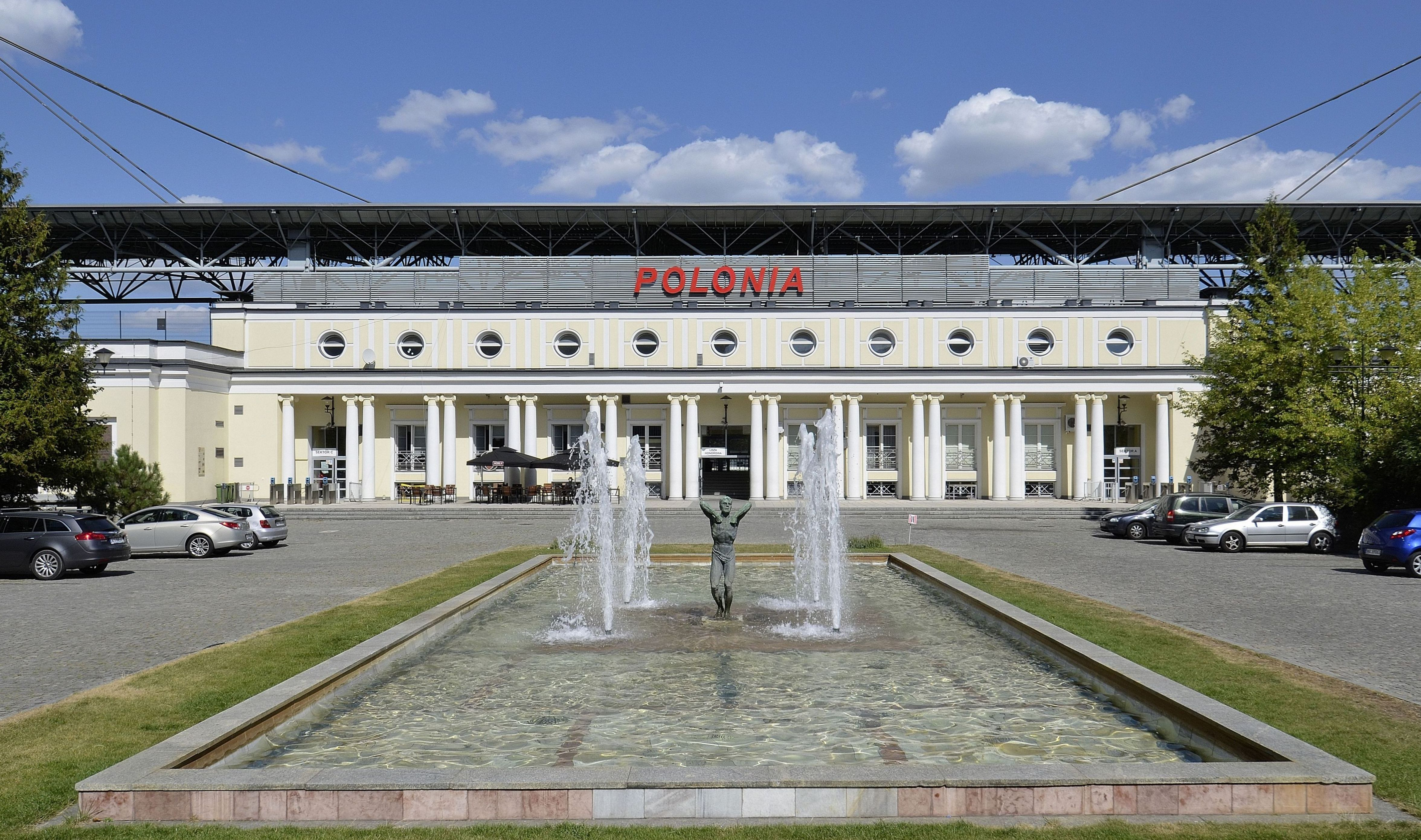
Стадион со стороны ул. Бонифратерская

Планируется расширять вместимость стадиона, пока же она составляет 7150 сидячих мест, подразделяющихся на:
1. Главная трибуна (вместимость: 4889 человек) — наиболее удобная трибуна для наблюдения любых спортивных соревнований, происходящих на стадионе, полностью накрыта и достаточно высока.
2. Западная трибуна (вместимость: 1911 человек) — раньше здесь располагались исключительно стоячие места, пока в 2004 году не была полностью перестроена: трибуна обзавелась 1911 уже сидячим местом (число 1911 — символичное, это дата основания футбольного клуба).
3. Гостевой сектор (вместимость: 350 человек) — первоначально рассчитанный на 500 человек, в августе 2009 года он был оснащён лишь 350 сидениями. Сектор расположен в северной части стадиона.